# くらづくり本舗
くらづくり本舗（くらづくりほんぽ）とは、埼玉県川越市に本社を置く和菓子メーカー。埼玉県内に40店舗を展開する。2022年（令和4年）に7代目代表取締役社長として中野順子が就任した。

## 概要
- 川越市の蔵づくりの街並みなどを題材にした和菓子の老舗メーカー。
- FM NACK5、テレ玉、文化放送、ニッポン放送等にCMを出稿している。
- 同族経営の有限会社である。

## 役員
- 代表取締役社長　中野順子

過去
- 代表取締役会長　中野清（元衆議院議員）
- 代表取締役社長　中野ソノ子
- 代表取締役社長　中野英幸（衆議院議員）

## 沿革
- 1887年（明治20年）2月、中野民五郎が旧川越城下小仙波村に餅菓子店「なかじまや」を創業。
- 1964年（昭和39年）11月、「有限会社菓舗なかじま」として法人化。
- 1979年（昭和54年）9月、社名を「有限会社くらづくり本舗」に改称。

## 偽装表示
2022年（令和4年）3月28日、イモ菓子「芋せんべい」、「芋あられ」、「甘藷先生」の3商品について、宮崎県川南町や川越市内の別の製造業者から仕入れた菓子を自社で袋詰めしただけにもかかわらず、包装に「自社製造」と偽装表示して販売していたことを公表した。食品表示法に基づく基準では、加工業者は製造業者を名乗って表示することはできない。川越市保健所は同日に食品表示法に基づいて改善指導した。
『FRIDAY』に対し、元従業員が「他社の商品を箱から出し、乾燥剤とともに自社の袋に詰め替えている。他社よりも量が少ない上に高値で販売される」と内部告発したことで明らかになった。同社は「新型コロナへの対応に追われ、製造者と加工者をそれぞれ記載したシールを貼るのを失念してしまった」としている。

## 主力商品
- 福蔵 - 「新食わず嫌い王決定戦」で戸田恵梨香が紹介した。
- 蔵づくり最中
- 川越唐棧
- 川越浪漫
- ぽくぽく

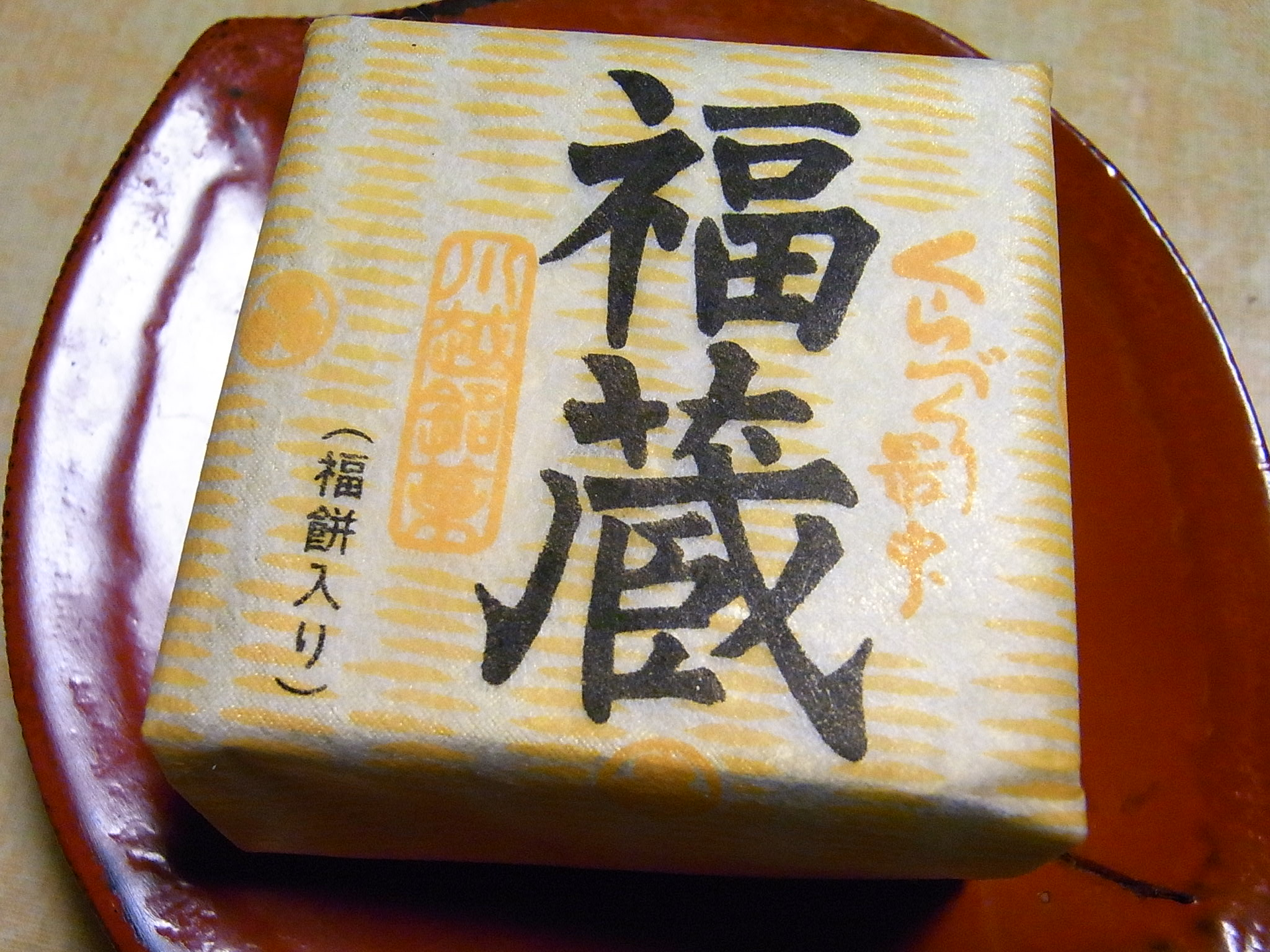
「福蔵」の包装（2010年10月16日撮影）
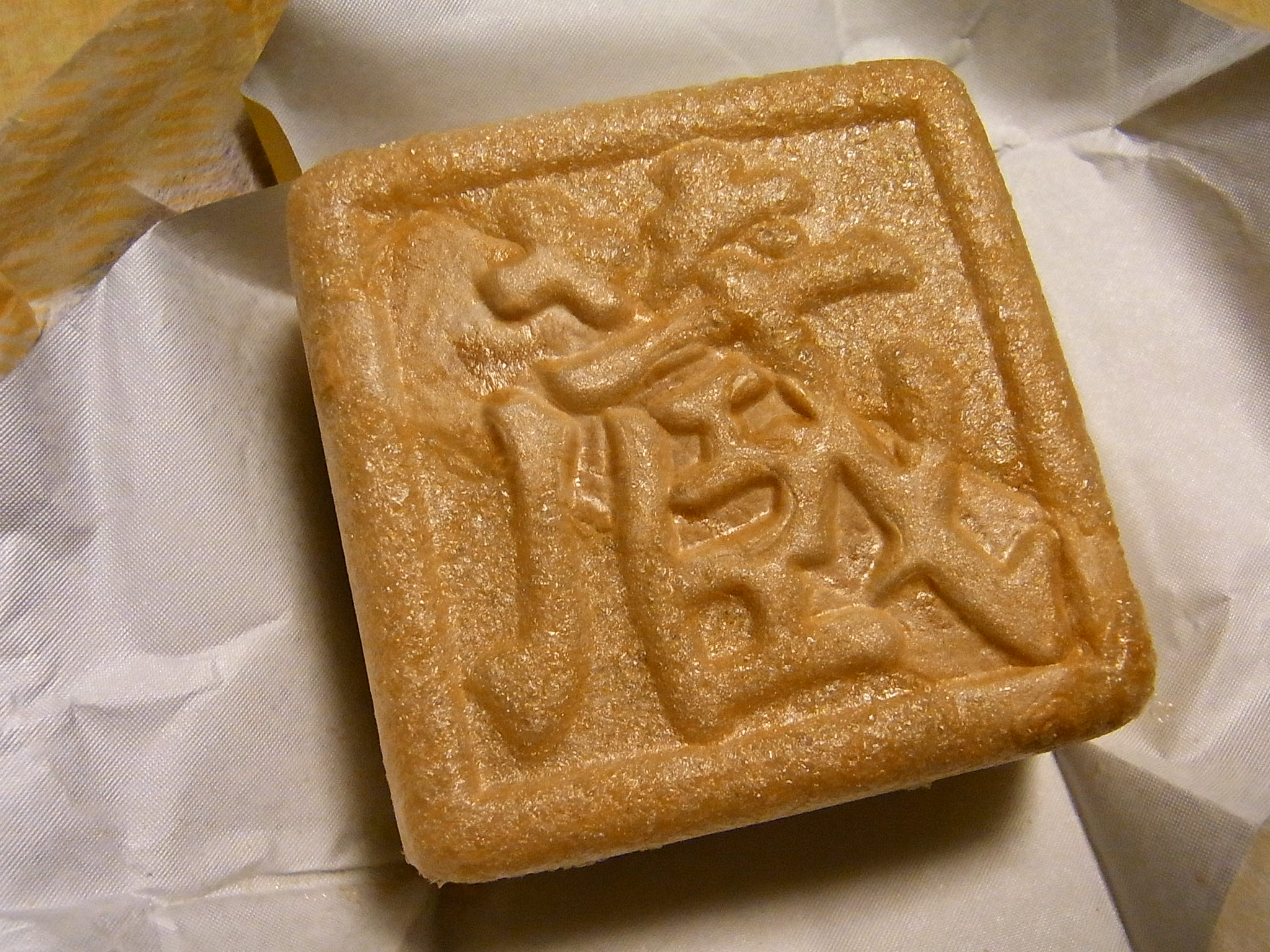
「福蔵」（2010年10月16日撮影）
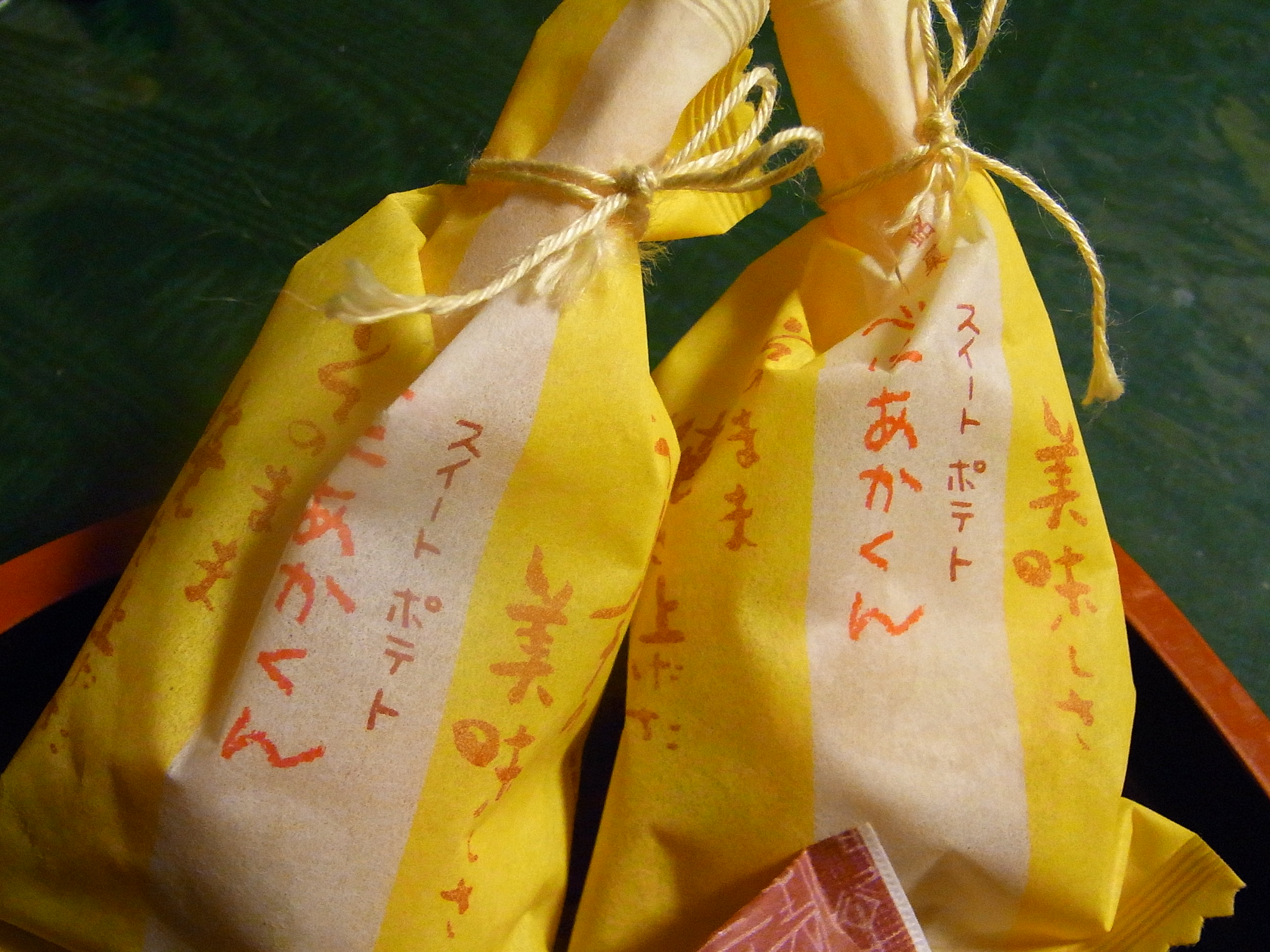
「べにあかくん」の包装（2010年12月8日撮影）
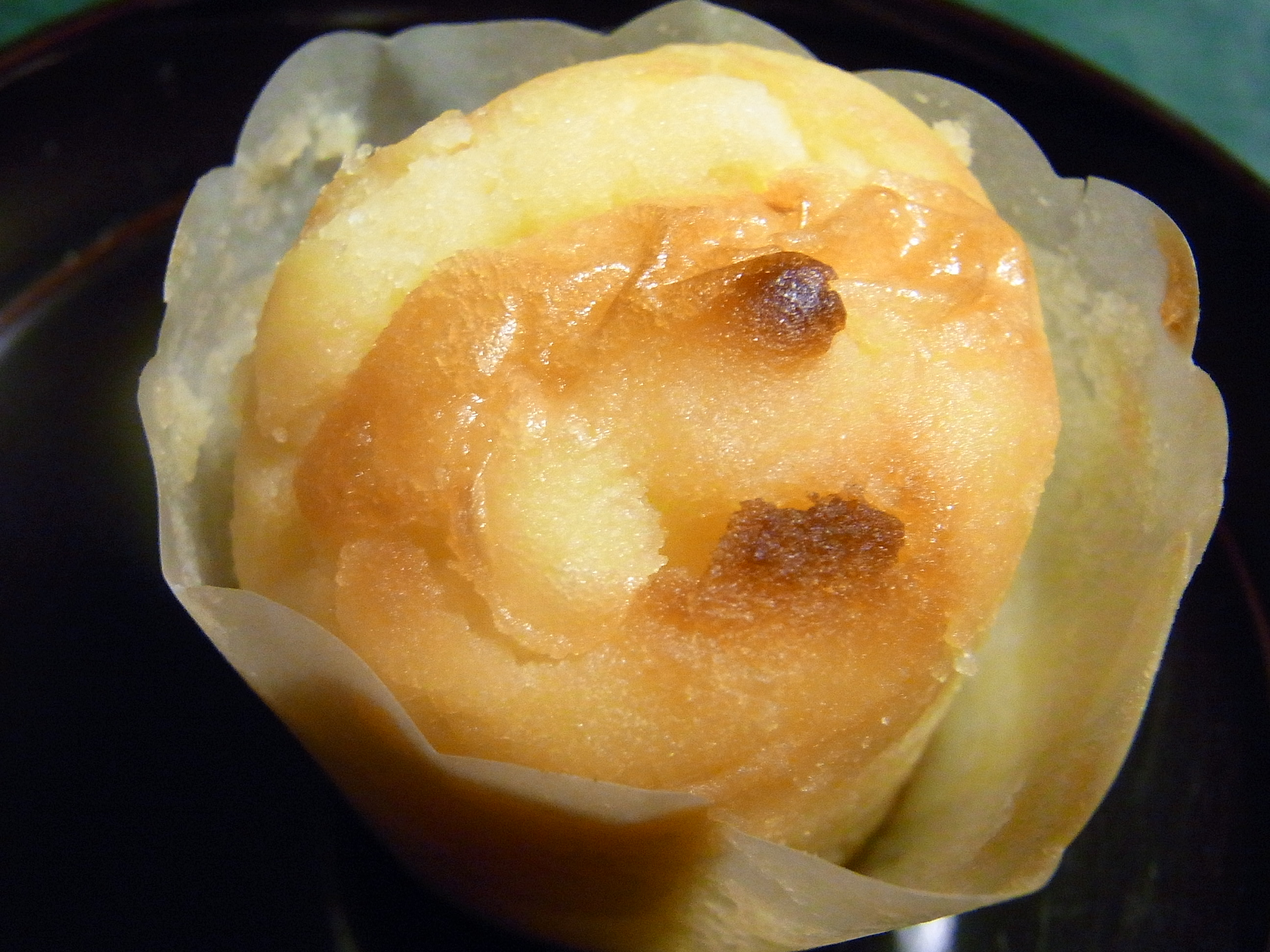
「べにあかくん」（2010年12月8日撮影）
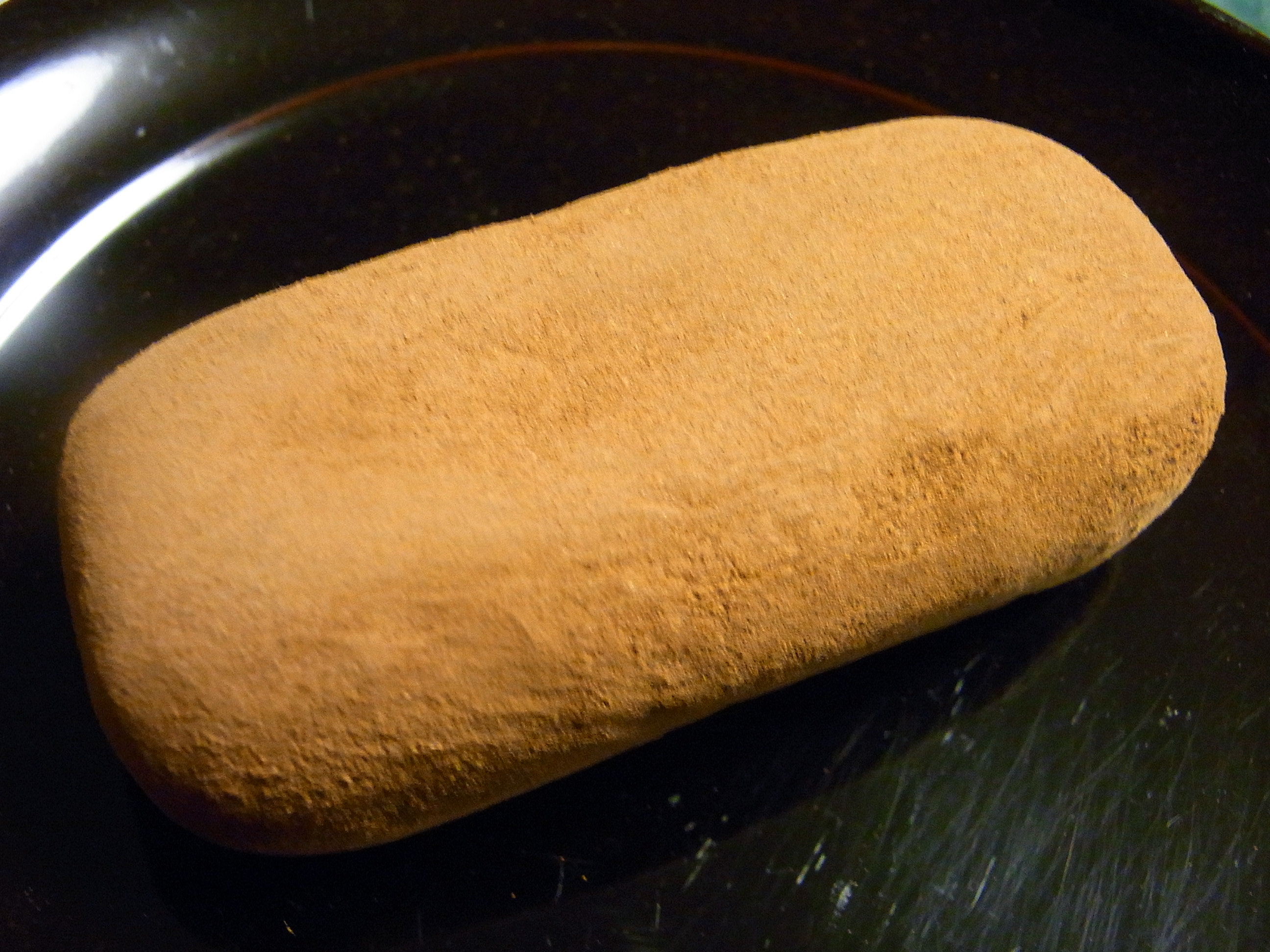
「ぽくぽく」（2010年12月8日撮影）

## 店舗
2022年2月現在、川越市を中心に40店舗を営業している。
- 川越市
  - 久保町本店
  - 吉田新町店
  - 霞ヶ関店
  - ふるや工場売店
  - 一番街店
  - さつまいもCafé
  - 新河岸駅前店
  - 新宿店
  - 新富町店
  - 西武本川越ペペ店
  - 的場店
  - 藤間亭
  - 川越市駅前店
  - アトレマルヒロ店
  - 小江戸蔵里・川越福蔵店
- さいたま市
  - さいたま東大成店
  - さいたま吉野町店
  - ルミネ2大宮店
  - コクーン2大宮店
  - 浦和パルコ店
- 狭山市
  - 狭山台団地店
  - 狭山入間川店
- 坂戸市
  - 坂戸花影町店
  - 北坂戸駅前店
  - 若葉駅前店
- 志木市
  - マルイファミリー志木店
- 所沢市
  - 所沢十人坂店
  - 西武狭山ヶ丘駅前店
  - 西武所沢S.C.店
  - 新所沢駅前店
- ふじみ野市
  - ふじみ野店
- 朝霞市
  - 朝霞浜崎団地店
- 東松山市
  - 西友東松山店
  - ピオニウォーク・アピタ東松山店
- 三芳町
  - パサール三芳店
- 入間市
  - 西武入間ぺぺ店
- 飯能市
  - 西武飯能ペペ店
- 富士見市
  - 富士見水子店
  - 東武ストアみずほ台東店
  - ららぽーと富士見店